# Oedalea apicalis
Oedalea apicalis är en tvåvingeart som beskrevs av Friedrich Hermann Loew 1859. Oedalea apicalis ingår i släktet Oedalea och familjen puckeldansflugor. Inga underarter finns listade i Catalogue of Life.